# Sandsjön (Sorsele socken, Lappland)
Sandsjön är en sjö i Sorsele kommun i Lappland och ingår i Umeälvens huvudavrinningsområde. Sjön har en area på 6,95 kvadratkilometer och ligger 326 meter över havet. Sjön avvattnas av vattendraget Sandbäcken. Vid provfiske har bland annat abborre, gädda, lake och mört fångats i sjön.

## Delavrinningsområde
Sandsjön ingår i det delavrinningsområde (723850-158809) som SMHI kallar för Utloppet av Sandsjön. Medelhöjden är 352 meter över havet och ytan är 34,03 kvadratkilometer. Det finns inga avrinningsområden uppströms utan avrinningsområdet är högsta punkten. Sandbäcken som avvattnar avrinningsområdet har biflödesordning 3, vilket innebär att vattnet flödar genom totalt 3 vattendrag innan det når havet efter 285 kilometer. Avrinningsområdet består mestadels av skog (59 procent) och sankmarker (16 procent). Avrinningsområdet har 6,96 kvadratkilometer vattenytor vilket ger det en sjöprocent på 20,4 procent.

## Fisk
Vid provfiske har följande fisk fångats i sjön:
- Abborre
- Gädda
- Lake
- Mört
- Röding
- Sik
- Siklöja
- Öring